# Radiotélévision des forces canadiennes
La Radiotélévision des Forces canadiennes (RTFC)  ou Canadian Forces Radio and Television (CFRT), était un réseau de télévision et de radio destiné aux forces armées canadiennes de Sa Majesté et qui diffusait par satellite aux militaires qui travaillent hors du Canada, au Moyen-Orient, en Europe et en Afrique jusqu'au 1er avril 2014. Cet organisme était diffusé sur les navires canadiens à partir d’avril 2002 pour répondre à la demande. Le réseau n’est pas disponible au Canada même.
Le réseau a consisté en deux canaux séparés, un pour chaque langue officielle, dont les programmes proviennent de Radio Canada et de chaînes commerciales telles que CTV et TVA.